# لويس فنتون
لويس فنتون (بالإنجليزية: Louis Fenton)‏ (3 أبريل 1993 بويلينغتون في نيوزيلندا - ) هو لاعب كرة قدم نيوزلندي في مركز الهجوم. شارك مع منتخب نيوزيلندا تحت 20 سنة لكرة القدم ومنتخب نيوزيلندا الأولمبي لكرة القدم ومنتخب نيوزيلندا لكرة القدم. أما مع النوادي، فقد لعب مع تيم ويلينغتون ونادي ويلينغتون فينيكس وMelbourne Knights FC ‏ وSt Albans Saints SC ‏.

## وصلات خارجية
- لويس فنتون على موقع قاعدة بيانات كرة القدم.إي يو (الإنجليزية)
- لويس فنتون على موقع ناشيونال فوتبول تيمز (الإنجليزية)
- لويس فنتون على موقع Soccerway.com (الإنجليزية)